# 長尾鼻

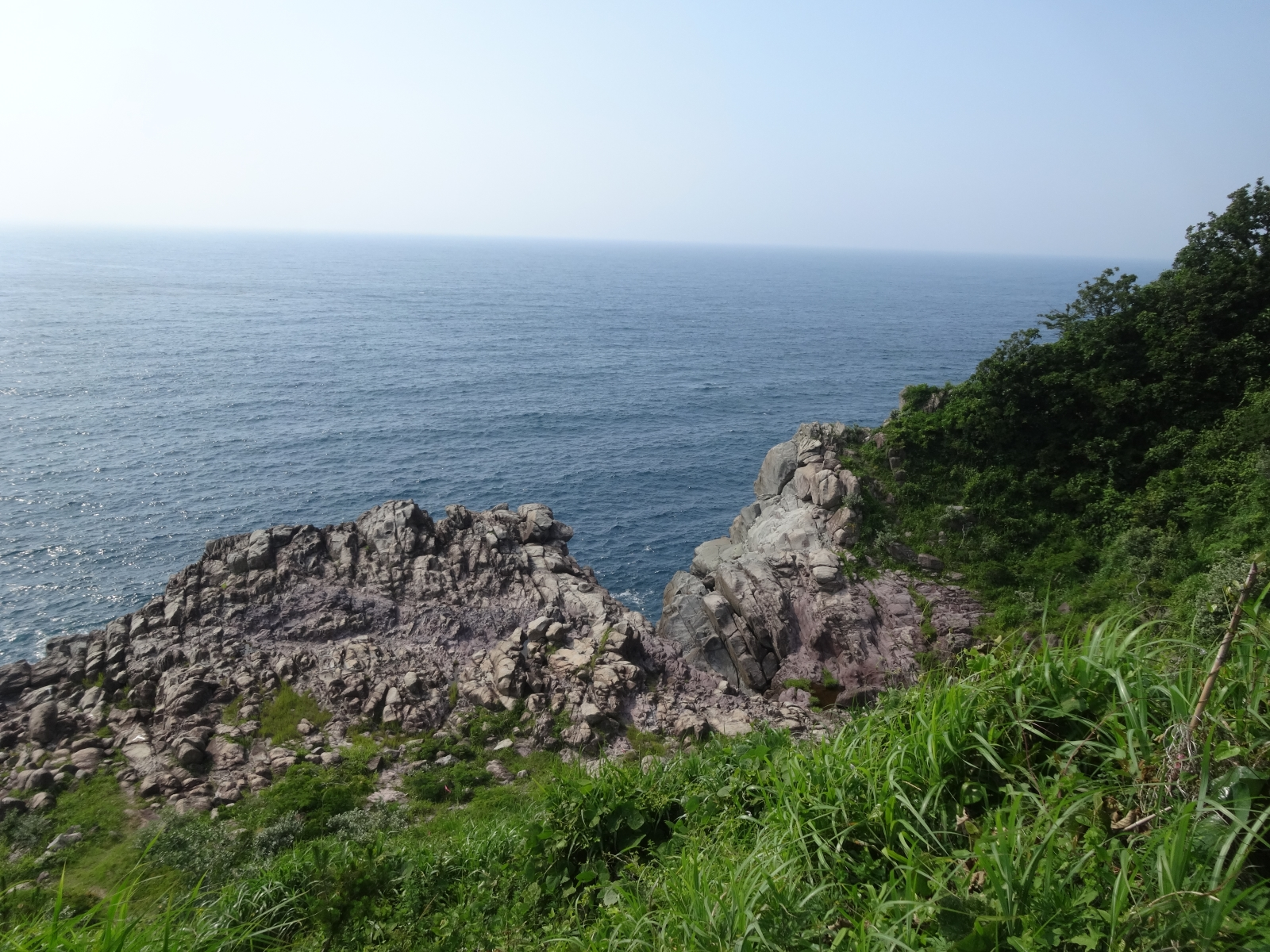
長尾鼻

長尾鼻（ながおはな）（別名、長尾岬、長尾埼）は、鳥取県鳥取市青谷町にある岬。
標高80メートルの溶岩台地が日本海に侵食されてできた海食崖である。様々な洞門、奇岩などを作り出している奇勝地で、落陽の眺望、釣り場、ロッククライミング・フリークライミングなどで知られる。
西因幡県立自然公園の一部をなす。

## 地理

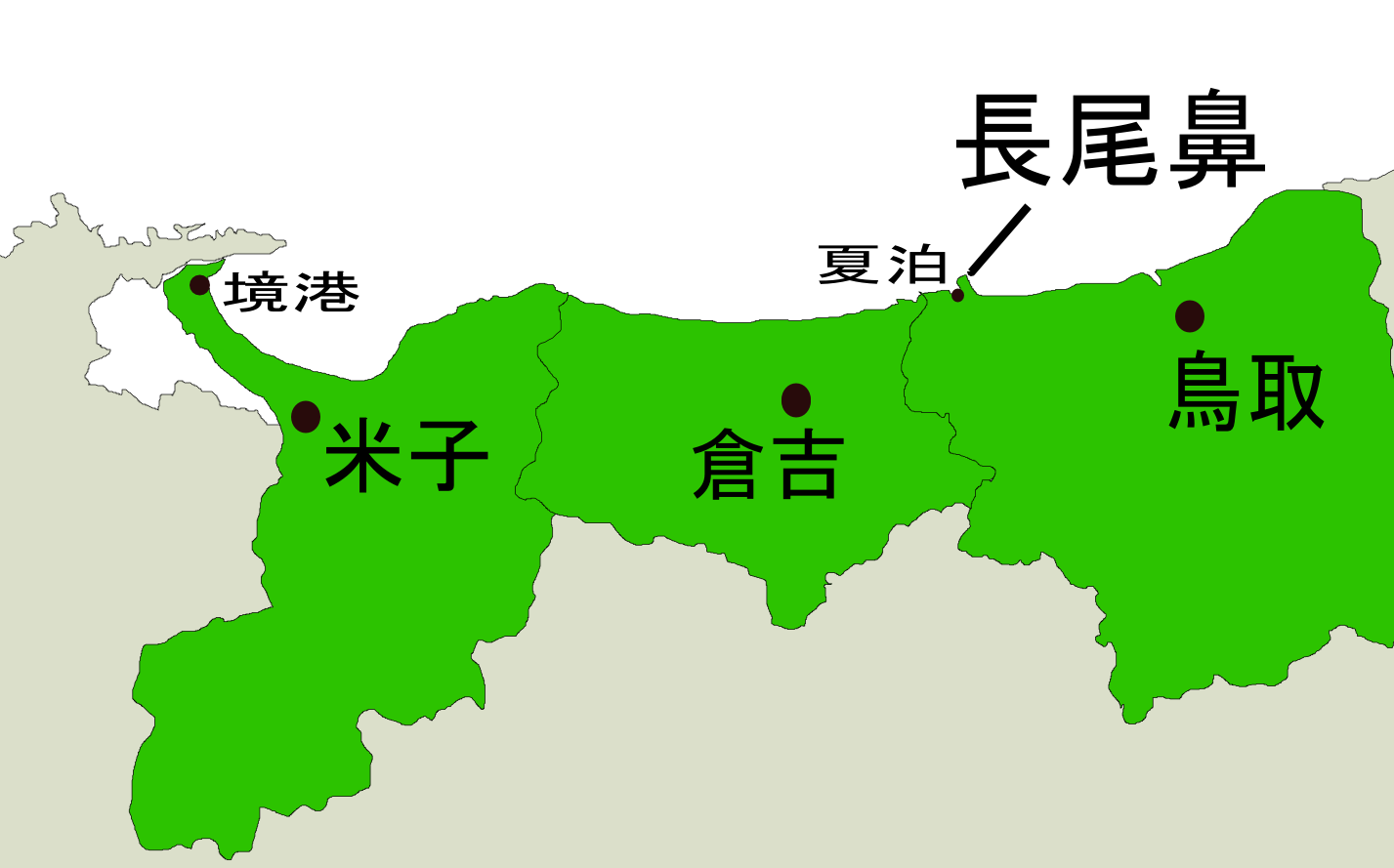
長尾鼻の位置

長尾鼻は、約250万年から500万年前（鮮新世）に火山から発生した安山岩質の溶岩流が日本海へ到達して形成されたものである。標高80メートルほどの台地が南から北へ伸びており、台地上には安山岩風化残積土や大山による火山灰が堆積して林野が形成されており、一部は畑作にも供されている。
海に面した部は柱状・板状の節理が顕著で、暗青色の安山岩が切り立った断崖絶壁を成しており、高いところでは70メートル以上になる。また、日本海による侵食が激しい部分では、断崖の途中に水平な岩棚が発達している。

## 地誌
地名の由来は鳥の尾羽のように見えることから長尾鼻と呼ばれるようになったとされている。断崖やときおり見られる岩棚には様々に呼ばれており、平坦な「切り石」、湧水のある「血染池」、修行僧がいたと伝わる「寺屋敷」などの呼称が残る。
- 待合谷 - 大国主と八上姫が逢瀬の際に待ち合わせた場所と伝えられる[5]。

- 血止めが池 - 夏に長尾鼻で大国主は八上姫を待っていたが、あまりの暑さに海へ足を入れたところ、サメに噛まれてしまう。慌てた大国主は近くの池に足をつけたところ、出血が止んだという[5]。

### 青谷原子力発電所計画

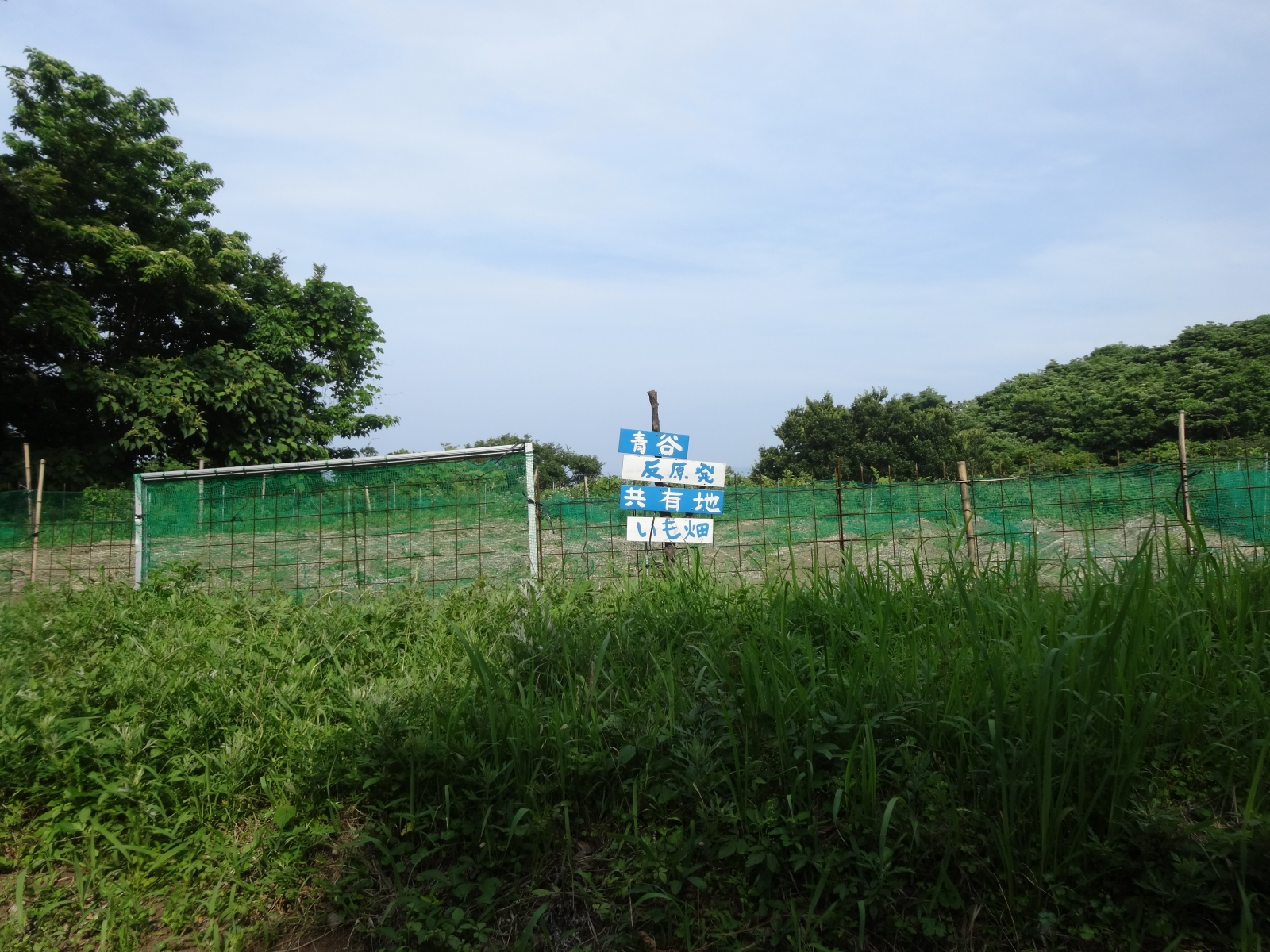
反原発共有地のいも畑

気高郡青谷町と気高町の両町が鳥取市に合併する以前は、長尾鼻に町境があった。町境は岬の突端部から東寄りにある小さな入江付近に位置していたが、この入江には1980年代に中国電力が原子力発電所（青谷原発）の建設を計画したことがある。
当時はアメリカでスリーマイル島原子力発電所事故が起きた直後で、中国電力が原発建設計画を正式発表するより先に、反原発の市民団体によって計画が公表された。当時の報道に拠れば、青谷原発は110万Kw級の原子炉3基を備え、中国地方では最大規模の原子力発電所となる目算だった。
中国電力側は当初計画の存在を認めなかったが、翌年に計画を認めた。青谷町議会は反対を全会一致で議決したほか、気高町でも町長が反対を公式に表明するなか、地元の反原発の市民団体が予定地や周辺地を買収して共有化してしまい、原発計画は事実上頓挫した。
さらに東側では、岬の付け根に船磯港があり、岬側の高台にある「魚見台」から一望することができる。その先には姉泊海岸、浜村海岸の砂浜が長く続いている。

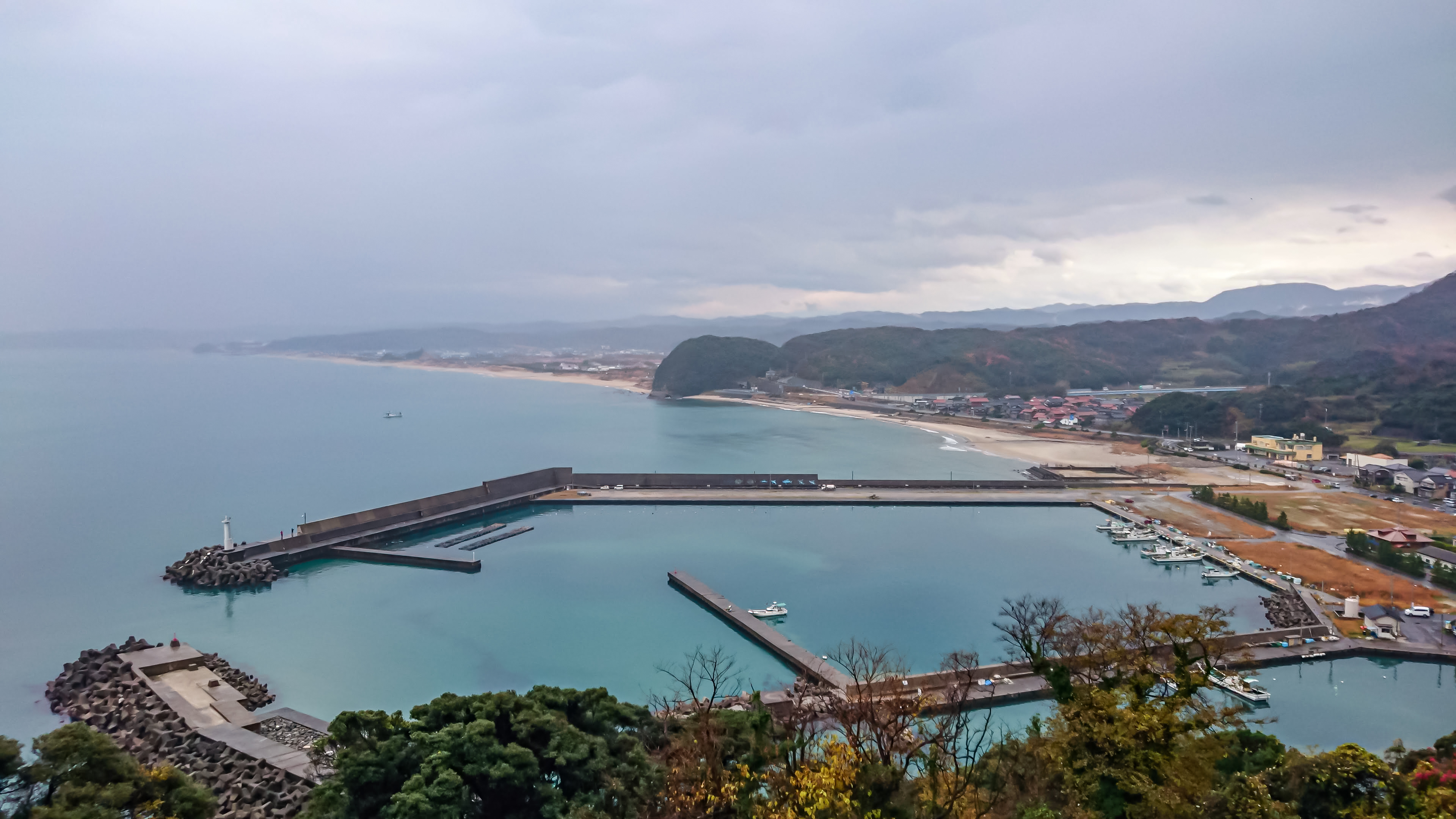
「魚見台」からの眺め。眼下に見えるのは船磯港。

### 夏泊

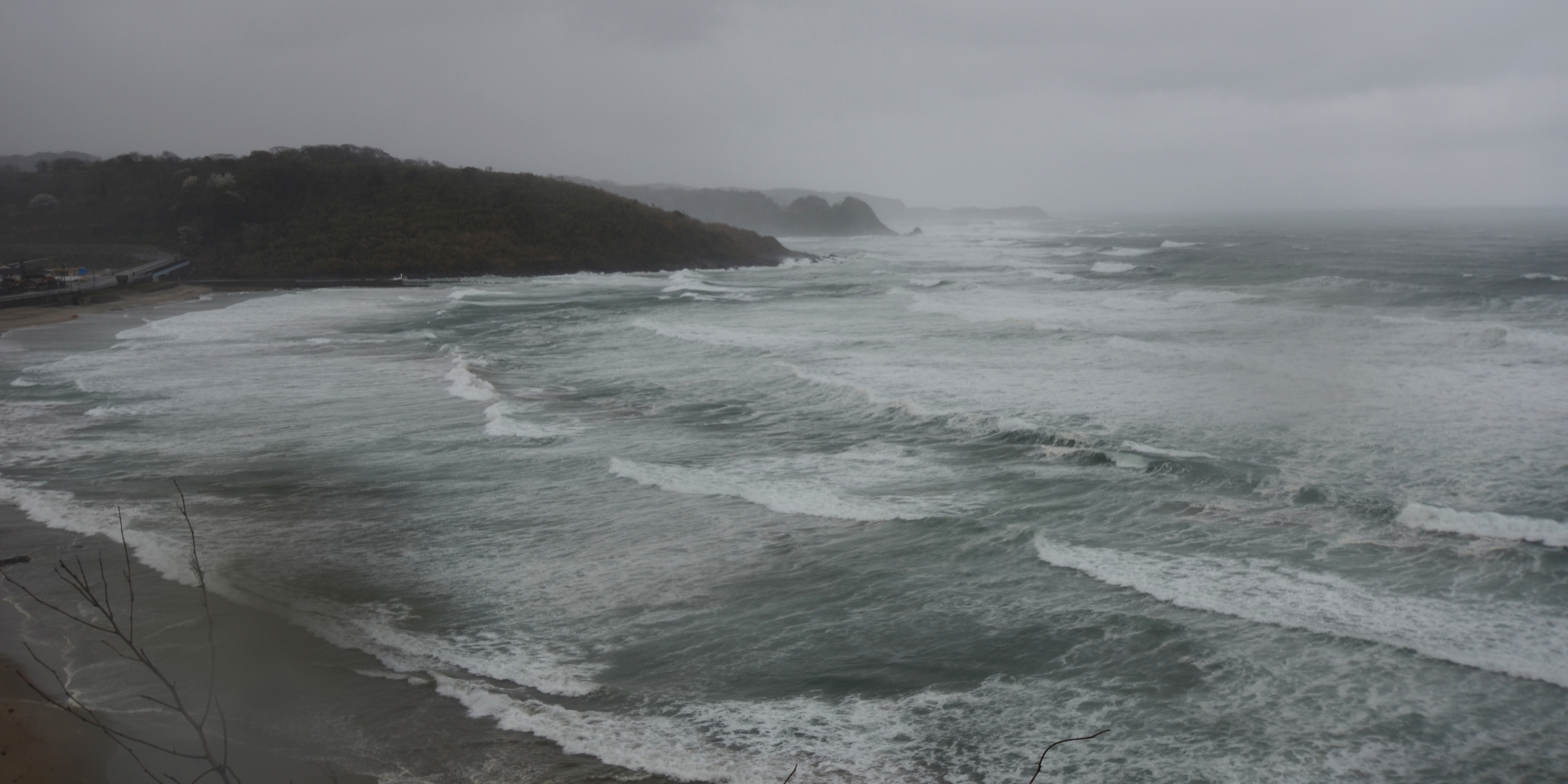
長尾鼻から眺める荒天の日本海と丸山崎。その先に明神崎、尾後鼻が見える。

一方、長尾鼻の西側の青谷町には夏泊地区と沿岸漁業を行う夏泊港がある。夏泊地区は、戦国時代後期から江戸時代初期にかけて鳥取県東部（鹿野藩）を治めた亀井茲矩が、筑前国の漁師を定住させたのが始まりと伝えられている。
地元の古文書（『磯江家文書』）に拠ると、この漁師は筑前国梶面村（旧田平町、現在は平戸市の一部）の出自で、文禄の役で日本水軍の水先案内人をつとめた功により夏泊地区一帯を免租地として与えられた。漁師は初代助右衛門を号し、夏泊の開祖となった。助右衛門の妻は素潜りを得意とし、住民に海女の技法を伝えて夏泊の伝統（夏泊海女）となった。海女漁は山陰地方では唯一のもので、現在も海女漁によって鳥取県のブランド岩牡蠣である『夏輝』の産地の一つのなっている。また、ワカメ、イガイ、モズク、アワビ、サザエ、テングサの海女漁が行われている。このほか、夏泊漁協によってイカ、ハマチの漁が行われている。
夏泊港のさらに西側には勝部川の河口があり、河口と夏泊港のあいだには小規模な砂州が形成されている。勝部川の河口の西側は丸山崎とよばれる突端部があり、そこからさらに西へ明神崎、尾後鼻といった岬が断続している。

## 長尾鼻灯台
長尾鼻灯台（ながおはなとうだい）は、長尾鼻にある灯台。

### 歴史
前身は1947年（昭和22年）に設置された「夏泊灯柱」で、1953年（昭和28年）に現在の灯台に改められた。